# Link 11
Link 11 (v. englisch link für Verbindung) bezeichnet den US-amerikanischen Militärstandard MIL-STD-6011 für Datenaustausch (Datenlinks) der NATO, der speziell bei der Marine, aber auch in Teilen bei der Luftwaffe (Link 11B) genutzt wird.
Link 11 wurde 1955 durch die US Navy und das US-Unternehmen Rockwell Collins entwickelt und dient dem automatisierten Austausch von Lagebildinformationen zwischen den Führungssystemen von Schiffen und Flugzeugen. Link 11 ist mit seinen Datendefinitionen und seinem Regelwerk im Standardization Agreement STANAG 5511 niedergelegt.
Link 11 nutzt UHF- bzw. HF-Funkverbindungen zur Übertragung der digitalen Information, wobei eine Net Control Station alle im Netz befindlichen Einheiten nacheinander abfragt (Full Roll Call). Wegen seiner Störanfälligkeit und geringen Datenrate ist es heute technisch veraltet. 1975 begannen die Entwicklungen zu Link 16 und die US Navy lieferte die ersten Link-16-Anwendungen Mitte der 1990er-Jahre aus. Trotzdem dient Link 11 bei vielen Marinen nach wie vor als primäres Informationsmedium für den Lagebildaustausch und die Befehlsgebung in Echtzeit.
Seit 1992 ist man dabei, Link 22 (auch bekannt als NATO Improved Link Eleven; NILE) zu entwickeln, der zukünftig Link 11 ersetzen soll.
Link 11B basiert auf einer Direktverbindung, wobei zwei Gegenstellen Daten austauschen.